# Juan Jesús Gutierrez Robles
Juan Jesús Gutierrez Robles, także Juanito (ur. 17 lutego 1980 w Maladze) – hiszpański piłkarz występujący na pozycji środkowego obrońcy. Od 2011 roku gra w Asteras Tripolis.
Juanito jest wychowankiem Málagi, a w pierwszej drużynie zadebiutował w 2002 roku, a dokładnie to 1 września meczem z Recreativo Huelva. W barwach Máladze grał przez 5 sezonów, jednak jego ostatni sezon w tym klubie był chyba najlepszy. Zawodnik rozegrał 35 spotkań i zdobył jedną bramkę.
Przed sezonem 2005/06 związał się z Deportivo Alavés, gdzie wiodło mu się całkiem dobrze, mimo to postanowił kolejny raz zmienić barwy. Zawodnika sprowadził Real Sociedad, jednak przygody w tym klubie nie może zaliczyć do udanych i 21 lipca 2007 roku przeniósł się do Almeríi. Po dwóch latach gry w tym zespole powrócił do Málagi. W 2011 roku ponownie grał w Almeríi, a następnie odszedł do Asterasu Tripolis.